# Lieboch
Lieboch ist eine Marktgemeinde mit 5754 Einwohnern (Stand 1. Jänner 2025) in der Weststeiermark, 16 Kilometer südwestlich von Graz im Bezirk Graz-Umgebung.

## Geografie

### Geografische Lage
Lieboch liegt im flacheren Teil des weststeirischen Hügellandes. Durch das Ortsgebiet fließen drei Bäche: der Liebochbach, der Lusenbach und der Arkenbach. Alle drei münden im äußersten Südwesten des Gemeindegebiets in die Kainach. Im Osten hat Lieboch einen kleinen Anteil am Kaiserwald.

### Gemeindegliederung
Das Gemeindegebiet umfasst folgende drei Ortschaften (in Klammern Einwohnerzahl Stand 1. Jänner 2025):
- Lieboch (3821) samt Einöd
- Schadendorf (912)
- Spatenhof (1021)

Die Gemeinde besteht aus der Katastralgemeinde Lieboch.

### Nachbargemeinden
| Söding-Sankt Johann | Hitzendorf                                  | Haselsdorf-Tobelbad |
| Mooskirchen         | Kompassrose, die auf Nachbargemeinden zeigt | Premstätten         |
| Mooskirchen         | Lannach                                     | Dobl-Zwaring        |

## Geschichte

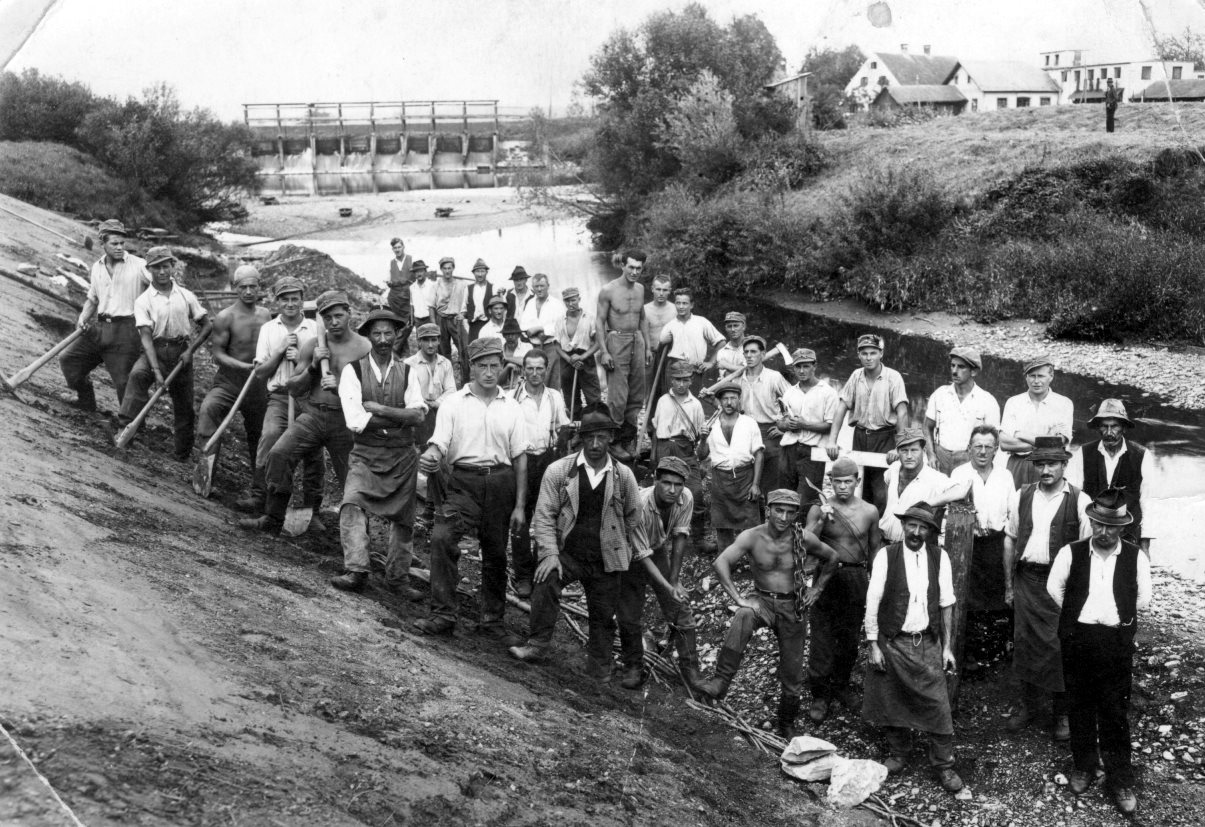
Begradigung des Flusses Kainach in den 1930ern

Das Gebiet, in dem das heutige Lieboch liegt, gehörte in vorchristlicher Zeit zum keltischen Königreich Noricum und ab dem 1. Jahrhundert n. Chr. zur römischen Provinz gleichen Namens. Während der Völkerwanderungszeit im 5. und 6. Jahrhundert herrschten – zumindest nominell – Ostgoten bzw. Byzantiner sowie Langobarden über die Reste der noch ansässigen christlichen keltoromanischen Bevölkerung.
Nach dem Abzug der meisten Langobarden im Jahre 568 wanderten spätestens während des frühen 7. und 8. Jahrhunderts nach und nach Slawen (Alpenslawen) ein, welche in der Folge von Salzburg aus christianisiert wurden. Der Ortsname „Lieboch“ stammt ziemlich sicher aus dieser slawischen Periode. Er leitet sich möglicherweise vom slawischen Personen- bzw. Sippennamen „Liubócha“ ab und nicht wie früher oft angenommen von „ljub“, was so viel wie „lieblich“ bedeutet.
Den Slawen folgten, da sie in die Abhängigkeit des Herzogtums Bayern geraten waren, im späten 8. und 9. Jahrhundert wiederum größere Gruppen von Bajuwaren, die sich im Gebiet um Lieboch (Kainachtal) niederließen – erkenntlich ist das an den in dieser Zeit neu gegründeten Ortschaften mit der typisch bajuwarischen Endung „ing“ (z. B. „Zwaring“, „Fading“, „Söding“). Spätestens im 12. Jh. war die teils slawische Bevölkerung in und um Lieboch durch diese bajuwarischen Zuwanderer assimiliert bzw. „eingedeutscht“ worden.
In den Zeiten der bairischen Besiedelung des Landes (9.–11. Jahrhundert) dürfte der Ortskern um weitere Bauernhöfe (u. a. an der heutigen Packerstraße) erweitert worden sein. Parallel dazu kam es in der Nachbarschaft zur Gründung weiterer Siedlungen. Auf diese Weise entstanden die heutigen Ortsteile Schadendorf und Spatenhof. Auch der Kanzlerhof und das sogenannte Dörfl mit der Mühlau dürfte nur wenig später entstanden sein.
Die erste bekannte schriftliche Erwähnung Liebochs datiert auf das Jahr 1138. Obwohl es sich dabei wohl eher um die heutige Gemeinde St. Bartholomä im Liebochtal als um das heutige Lieboch handelt, markiert dieser Punkt eine Zeitenwende. Lieboch war zu jener Zeit im Eigentum der Erzbischöfe von Salzburg. Die Bauernhöfe des Ortes (zumindest 26 sind im Hochmittelalter nachweisbar) kamen als Lehen an verschiedene weltliche Grundherren. Die unmittelbare Verwaltung erfolgte zeitweise wohl durch die in Spatenhof ansässigen Ritter von Parneck.
Eine größere Bedeutung und Bevölkerungszahl erlangte der Ort durch den Bau der Graz-Köflacher Eisenbahn in der zweiten Hälfte des 19. Jahrhunderts. Da sich die Bahnstrecken nach Köflach (Köflacherbahn) und nach Wies-Eibiswald (Wieserbahn) in Lieboch trennen, ist der Ort ein kleiner Eisenbahnknotenpunkt. Die Bahngesellschaft verkaufte Anfang des 20. Jahrhunderts Grundstücke nahe der Trasse an ihre Mitarbeiter, wodurch die Besiedelung vorangetrieben wurde.
In den 1930ern wurde auch im Gebiet der Gemeinde Lieboch der Fluss Kainach zwecks Hochwasserschutzes reguliert bzw. begradigt. Damit einher ging ein Verlust des größten Teils der damals noch vorhandenen Auwälder.
Die wachsende Bedeutung Liebochs ging mit der verstärkten Ansiedelung von Industriebetrieben als Folge des Autobahnbaues (Süd Autobahn) in den frühen 1970er Jahren einher. Seither wurde die Infrastruktur (Wasser, Kanal, Strom, Straßen, Bauhof, …) beständig ausgebaut und verbessert, um den gestiegenen Anforderungen der Zeit zu genügen.
Ein wichtiger Meilenstein in der Entwicklung der Gemeinde stellte die Erhebung zur Marktgemeinde dar. Diese erfolgte durch die Steiermärkische Landesregierung am 19. Februar 1979 und wurde auch in der Führung des Wappens offensichtlich.
Von der Steiermärkischen Gemeindestrukturreform war die Gemeinde Lieboch nicht betroffen.

### Ortsteil Spatenhof

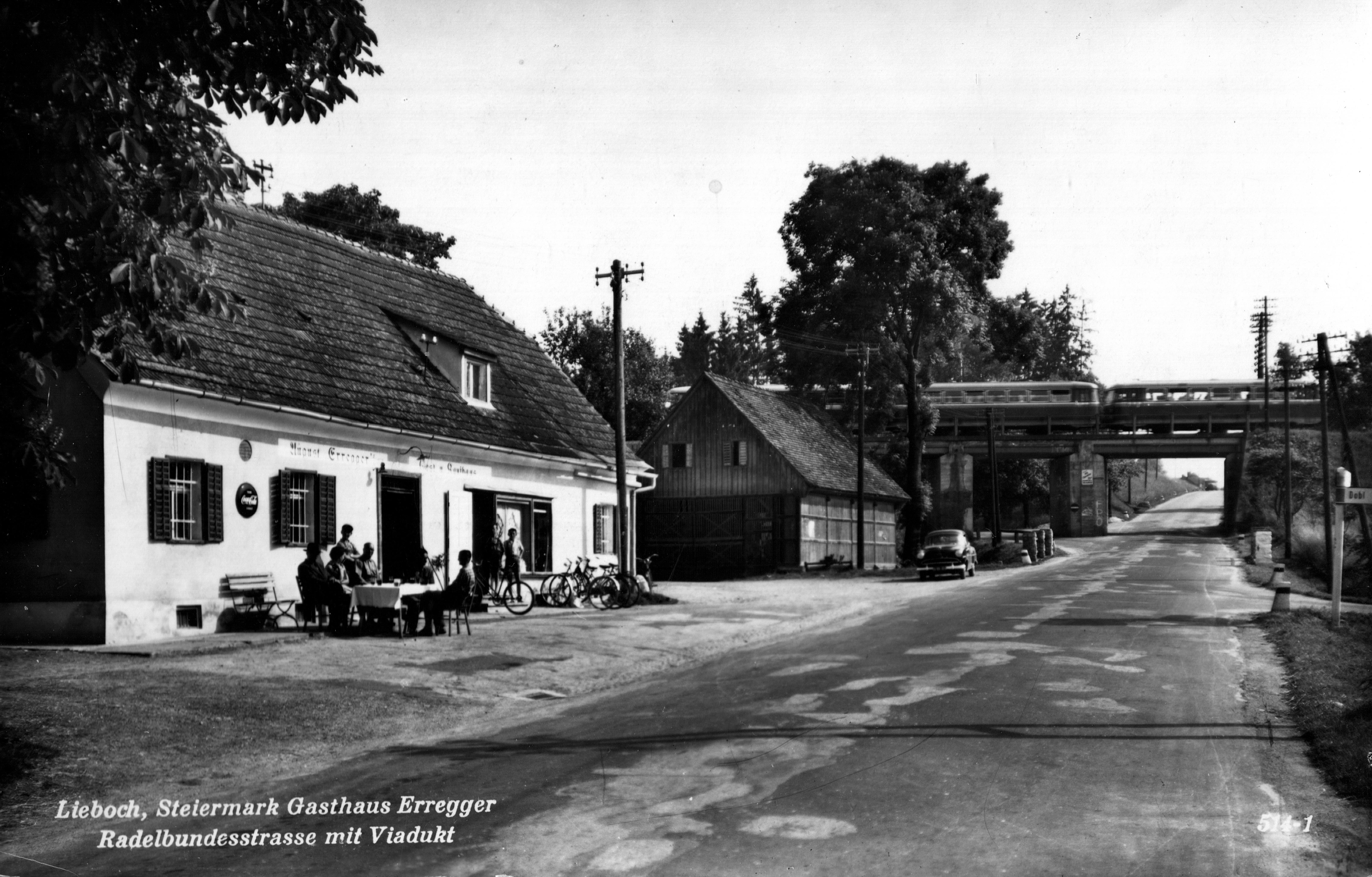
Gasthaus Erregger (Kreuzung Radlstraße – Doblerstraße) in den späten 1950er- oder frühen 1960er-Jahren

Spatenhof bildet den östlichen Teil des Gemeindegebietes von Lieboch. Der Name geht auf einen gewissen Spath bzw. Spätt zurück, der um 1414 die Hälfte der Siedlung besaß. Zuvor war Spatenhof unter dem Namen Parneck bekannt. Die Ritter von Parneck sind seit dem 12. Jahrhundert nachweisbar und dürften auf ihrem Hof (gelegen an der heutigen Bahnhofstraße im Bereich des Bauernhofes vlg. Spathsimi) gesessen haben. Vom Pestjahr 1348 besonders getroffen, wurde die zuvor blühende Siedlung faktisch ausgelöscht. Der Neuanfang wird der Familie Spath zugeschrieben – ein Name der noch heute häufig vorkommt.
Aus dem mittelalterlichen Bauerndorf entwickelte sich im Laufe der Jahrhunderte eine bedeutende Siedlung. Die wichtigsten Grundherrschaften waren Premstätten, Hornegg und Lannach. 1785 wurde Spatenhof Teil der Steuergemeinde Lieboch. Durch die Eisenbahn, Radlpassstraße und Südautobahn ist Spatenhof heute gut erschlossen. Das Liebocher Gewerbe- und Industriegebiet liegt in Spatenhof.

### Ortschaft Schadendorf
Schadendorf liegt im Westen des Gemeindegebietes und hat eine eigenständige Geschichte. Um 1268/69 erstmals als Seideynstorf erwähnt, erinnert der Name wohl an den bairischen Gründer namens Seitti oder Sitto. Der ursprüngliche Gründungshof ist an der Stelle des Anwesens vlg. Mülleranderl zu suchen. Aus den mittelalterlichen fünf Bauerngütern entwickelte sich das Dorf, das mit der Schaffung der Josephinischen Steuergemeinde Lieboch im Jahr 1785 seine formale Eigenständigkeit verlor. Damals waren drei Grundherrschaften (Ligist, Premstätten und Großsöding) im Ort begütert.
Schadendorf verblieb auch nach der Gründung der Seelsorgestelle (Pfarre) Lieboch im Gebiet der Mutterpfarre Mooskirchen, ebenso wie der Schulsprengel. Erst im 20. Jahrhundert wurde Schadendorf auch in diesen Punkten nach Lieboch orientiert. Nur die äußersten Bauernhöfe sind bis heute bei der Pfarre Mooskirchen geblieben.

### Pfarre

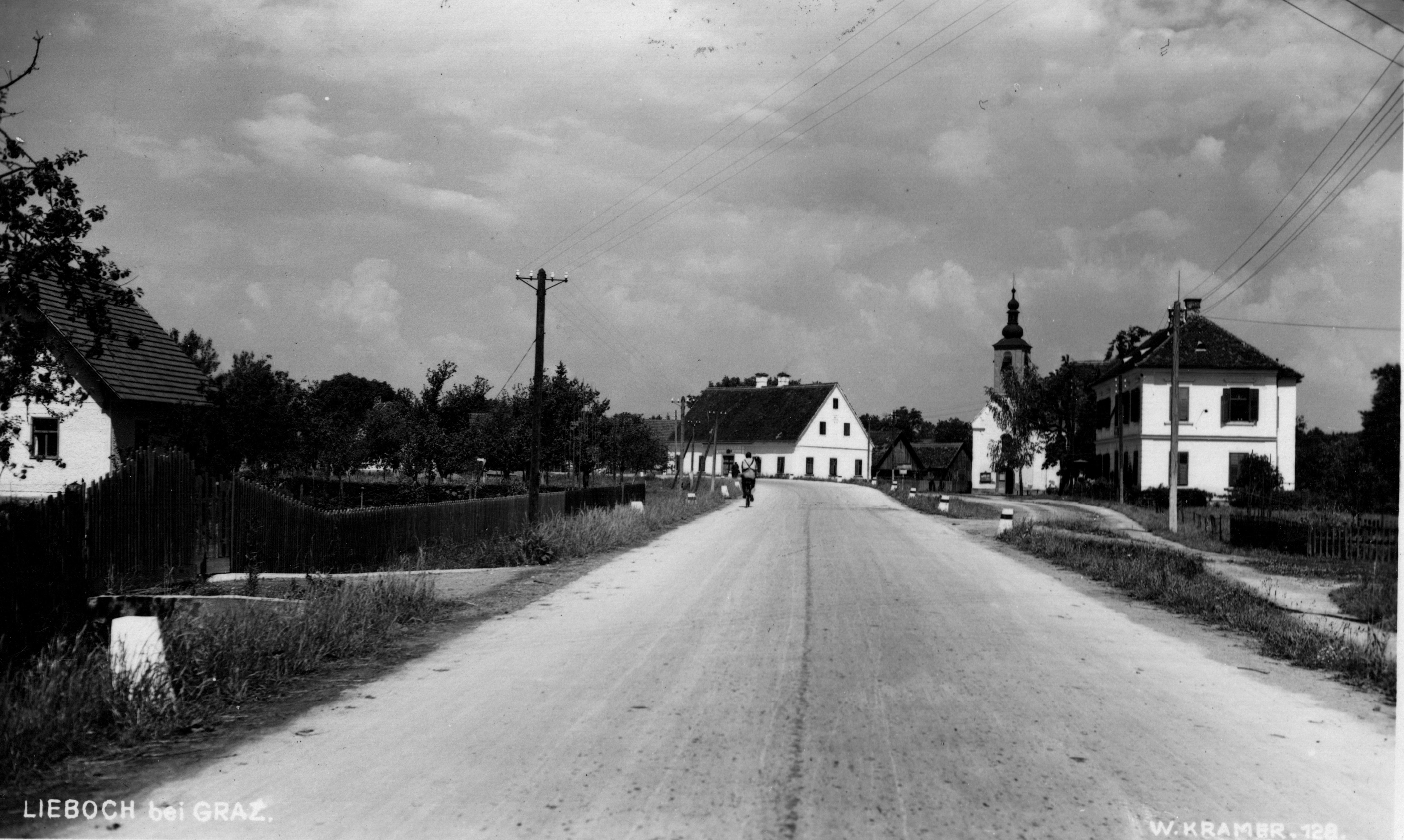
Historische Aufnahme des Ortskerns von Lieboch mit der alten Kirche im Hintergrund

Schon 1714 richtete Laurentius Hueber auf dem Kanzlerhof eine erste (private) Kapelle ein. Die Bevölkerung versuchte sich von der Mutterpfarre Mooskirchen zu lösen und einen eigenen Pfarrsprengel zu bekommen, was noch 1733 vom zuständigen Bischof abgelehnt wurde.
Erst im Zuge der Josephinischen Pfarrregulierung wurde per Dekret vom 18. Juni 1785 eine eigene Seelsorgestelle für Lieboch genehmigt. Die erste Kirche war aus einem kleinen Herrschaftshaus durch einen von der Gemeinde getragenen Umbau entstanden. Der erste Seelsorger Emeram Anton Lidl trat 1786 seinen Dienst an. Zum Seelsorgegebiet gehörte das heutige Gemeindegebiet, ausgenommen der Ortsteil Schadendorf. Wie damals üblich, wurde auch eine Pfarrschule eingerichtet, aus der sich die heutige Volksschule entwickelte.
Formal wurde Lieboch aber erst am 4. Oktober 1892 eine eigenständige Pfarre. Die Pfarrgrenzen wurden im Bereich von Schadendorf noch mehrfach revidiert. Seit 1958 ist auch ein Großteil von Schadendorf zur Pfarre Lieboch gekommen, nur einige Bauernhöfe hatten damals für den Verbleib bei der Pfarre Mooskirchen votiert.
Die heutige Pfarrkirche (Pfarrpatron: Franz Xaver) wurde nach längeren Umbauplänen in den Jahren 1966/67 als eine der ersten nachkonziliaren Kirchen ganz im Sinne des II. Vatikanischen Konzils an Stelle des alten aus dem Jahre 1636 stammenden Gebäudes errichtet.

### Geologische Geschichte
Im Liebochgraben und seiner Umgebung befinden sich eine Reihe kleiner, wirtschaftlich nicht mehr abbauwürdiger Erz- und Kohlelagerstätten, die zu jenen des Grazer Paläozoikums gehören. Sie wurden eingehend untersucht.

### Bevölkerungsentwicklung
| Lieboch: Einwohnerzahlen von 1869 bis 2024          | Lieboch: Einwohnerzahlen von 1869 bis 2024 | Lieboch: Einwohnerzahlen von 1869 bis 2024 | Lieboch: Einwohnerzahlen von 1869 bis 2024 | Lieboch: Einwohnerzahlen von 1869 bis 2024 |
| --------------------------------------------------- | ------------------------------------------ | ------------------------------------------ | ------------------------------------------ | ------------------------------------------ |
| Jahr                                                |                                            |                                            |                                            | Einwohner                                  |
| 1869                                                | 1869                                       |                                            | 614                                        | 614                                        |
| 1880                                                | 1880                                       |                                            | 664                                        | 664                                        |
| 1890                                                | 1890                                       |                                            | 769                                        | 769                                        |
| 1900                                                | 1900                                       |                                            | 733                                        | 733                                        |
| 1910                                                | 1910                                       |                                            | 827                                        | 827                                        |
| 1923                                                | 1923                                       |                                            | 894                                        | 894                                        |
| 1934                                                | 1934                                       |                                            | 1.160                                      | 1.160                                      |
| 1939                                                | 1939                                       |                                            | 1.198                                      | 1.198                                      |
| 1951                                                | 1951                                       |                                            | 1.642                                      | 1.642                                      |
| 1961                                                | 1961                                       |                                            | 2.004                                      | 2.004                                      |
| 1971                                                | 1971                                       |                                            | 2.457                                      | 2.457                                      |
| 1981                                                | 1981                                       |                                            | 2.859                                      | 2.859                                      |
| 1991                                                | 1991                                       |                                            | 3.363                                      | 3.363                                      |
| 2001                                                | 2001                                       |                                            | 3.995                                      | 3.995                                      |
| 2011                                                | 2011                                       |                                            | 4.691                                      | 4.691                                      |
| 2021                                                | 2021                                       |                                            | 5.438                                      | 5.438                                      |
| 2024                                                | 2024                                       |                                            | 5.581                                      | 5.581                                      |
| Quelle(n): Statistik Austria, Gebietsstand 1.1.2021 |                                            |                                            |                                            |                                            |

## Kultur und Sehenswürdigkeiten

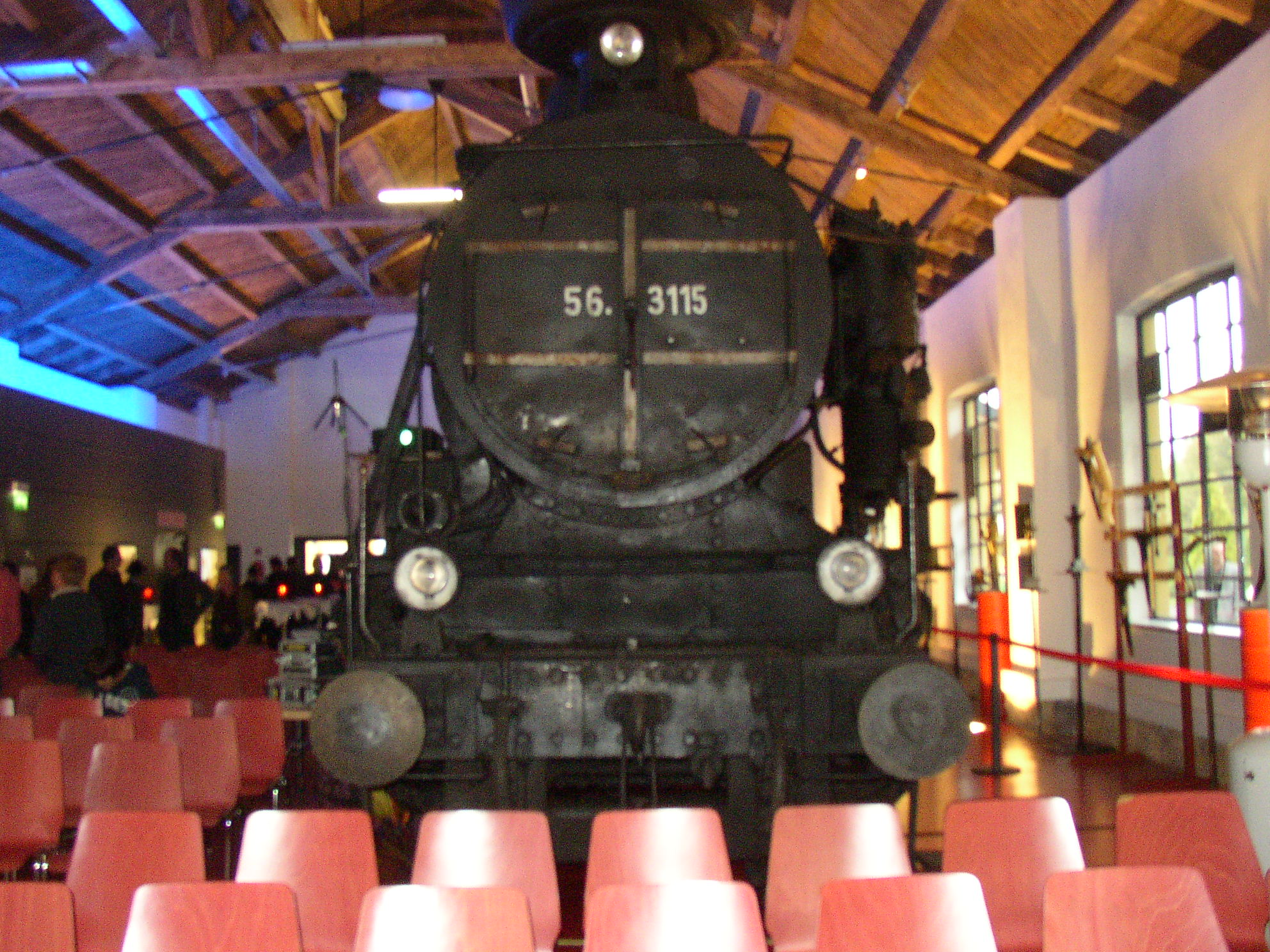
Technisches Eisenbahnmuseum Lieboch

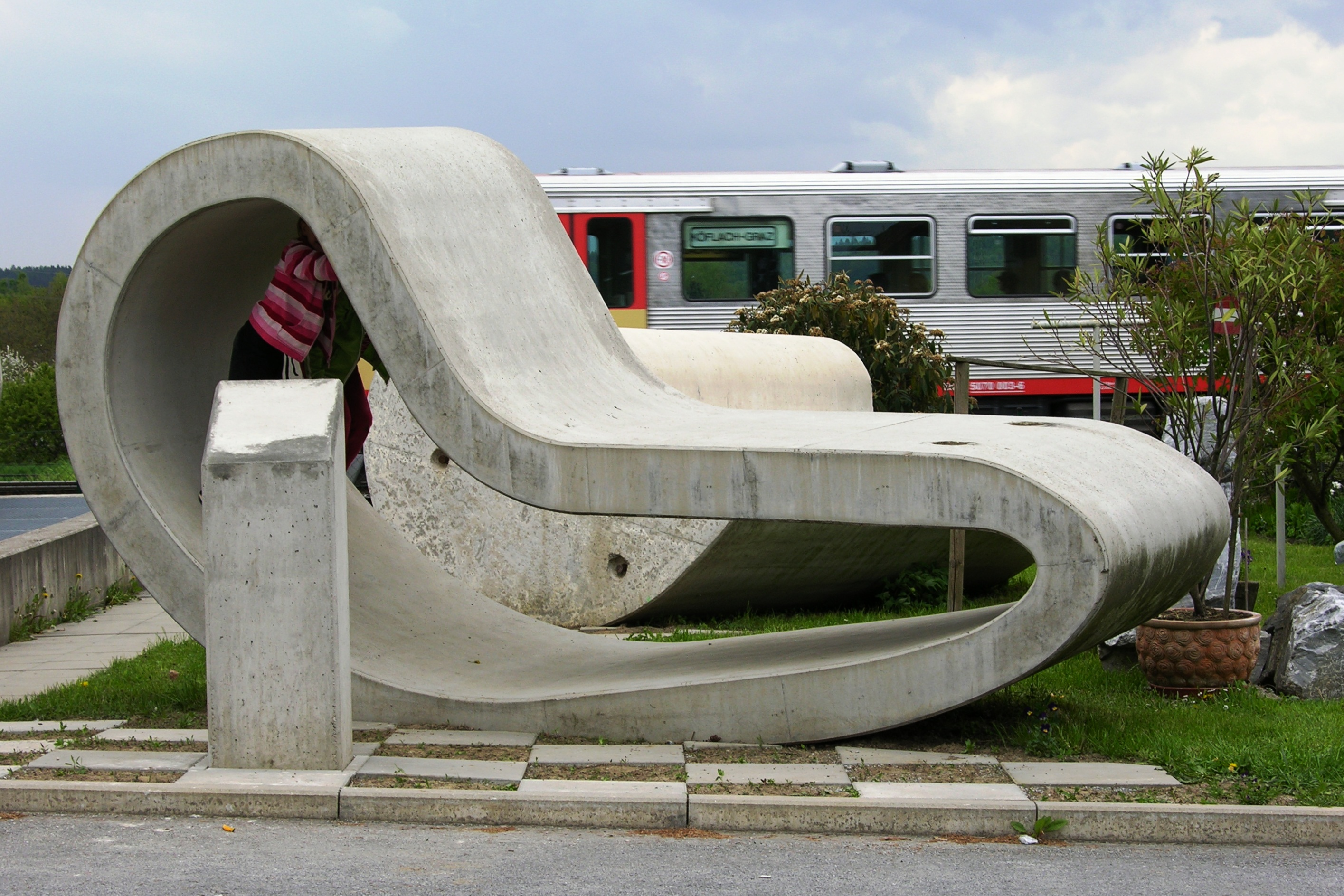
Skulptur von Manfred Wakolbinger (2003) am Bahnhof von Lieboch (2008)

- Technisches Eisenbahnmuseum Lieboch: Im ehemaligen Heizhaus des Bahnhofs Lieboch wurde am 4. September 2004 nach einer Totalrenovierung das Technische Eisenbahnmuseum Lieboch eröffnet. Die Planung erfolgte durch die Architekten DI Anja-Sonja Scherr und DI Andreas Höfer. Hier werden Exponate aus der Eisenbahngeschichte und der Geschichte der Graz-Köflacher Bahn gezeigt. Das größte Ausstellungsstück ist eine Dampflokomotive der GKB, die GKB 56.3115, die mitten im Ausstellungsraum, der auch für Veranstaltungen genutzt werden kann, hinterstellt ist.[15]
- Katholische Pfarrkirche Lieboch hl. Franz Xaver: Der Kirchenneubau wurde von 1966 bis 1967 nach den Plänen des Architekten Friedrich Moser errichtet.
- Kino: Im Gewerbegebiet von Lieboch betreibt die Firma Dieselkino ein Kino mit sechs Sälen.[16]

## Wirtschaft und Infrastruktur

### Verkehr

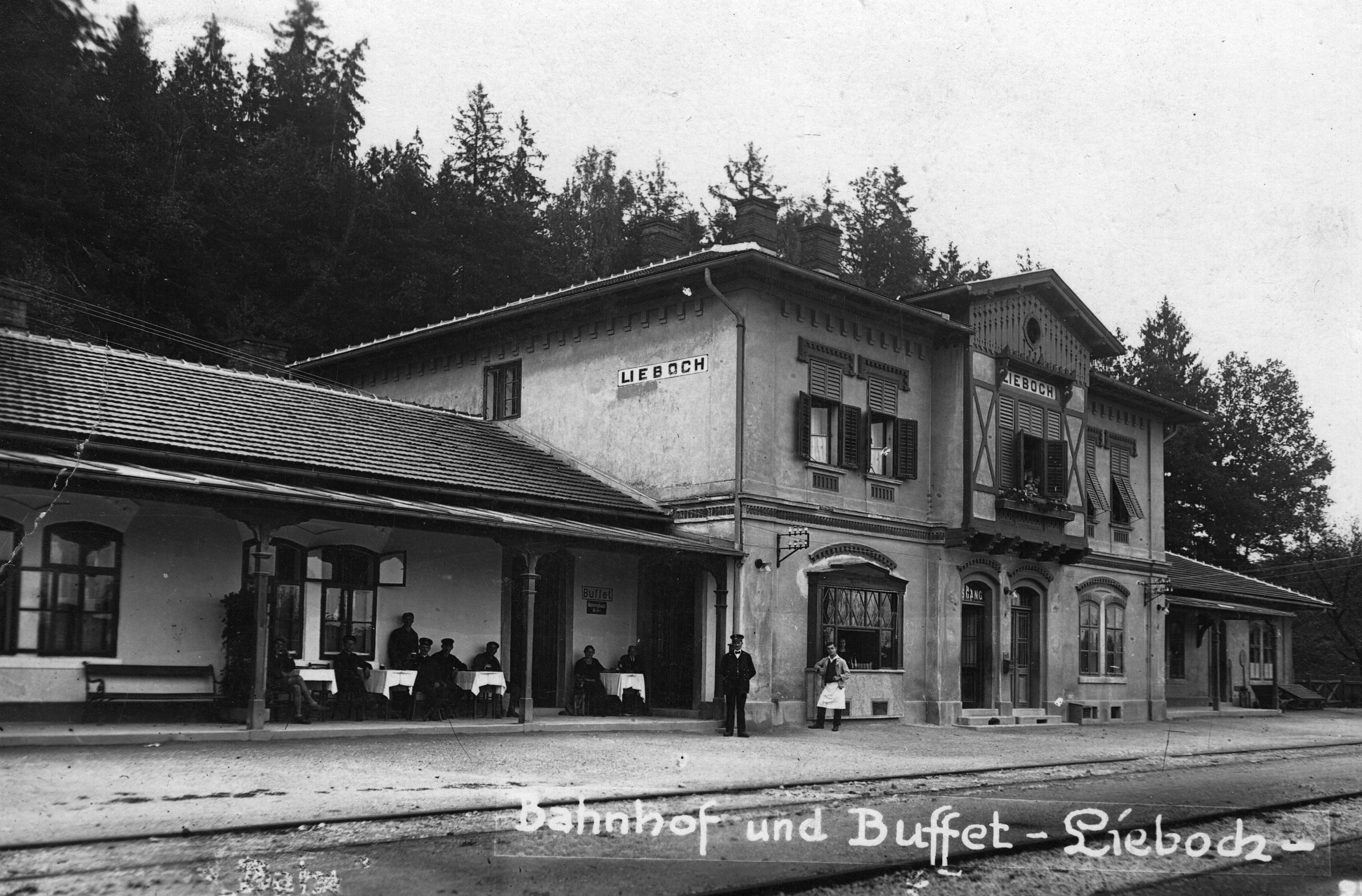
Historische Aufnahme des Bahnhofs von Lieboch

Die Marktgemeinde ist verkehrsmäßig sehr gut angeschlossen. Im Gemeindegebiet befindet sich die Anschlussstelle Lieboch (194) der Süd Autobahn (A2). Die Packer Straße (B 70) von Graz nach Klagenfurt und die Radlpass Straße (B 76) von Lieboch nach Deutschlandsberg führen ebenfalls durch das Gemeindegebiet.
In Lieboch befinden sich zwei Bahnhöfe der Graz-Köflacher Eisenbahn (Lieboch und Lieboch Schadendorf). Im Ort teilt sich die Strecke nach Köflach und nach Deutschlandsberg und Wies-Eibiswald. In beide Richtungen sowie nach Graz bestehen stündliche S-Bahn-Verbindungen. Darüber hinaus verkehren regelmäßige Busverbindungen nach Graz. Seit Dezember 2010 wird die  Graz–Wies-Eibiswald statt, wie bisher über Lieboch, jetzt über die Südbahn und Koralmbahn geführt.
Der Flughafen Graz ist rund 12 Kilometer entfernt.
In der Flurgasse wurde Anfang Juni 2020 von der Packerstraße bis zum Lusenbach eine Fahrradstraße eingerichtet, kurz bevor Graz seine erste erhielt.

### Ansässige Unternehmen
Im Westen des Orts befinden sich zwei Gartenbauunternehmen.
Entlang der zentralen Straße des Orts finden sich einige Gastronomiebetriebe.
Im Südosten, östlich der B70 und nördlich der A2 steht ein Möbelhaus, entlang der Autobahn bis hin zum Kurvenscheitel schließt der Gewerbepark Lieboch an.

### Medien
- Liebocher Nachrichten (ambitioniertes Gemeindeblatt), ZDB-ID 2606362-1

### Öffentliche Einrichtungen
Im Ort ist eine Polizeiinspektion der Bundespolizei, zugehörig dem Bezirkspolizeikommando Graz-Umgebung, etabliert. Sie ist für die Gemeinden Lieboch und Haselsdorf-Tobelbad zuständig. In Lieboch steht auch eine Ortsstelle von dem Roten Kreuz. Die Ortsstelle Lieboch besitzt 2 Rettungswägen und steht unter der Leitung des Bezirksrettungskommandos Graz-Umgebung, das in Seiersberg stationiert ist.

### Bildung
Die Marktgemeinde Lieboch verfügt über zwei Kindergärten samt Kinderkrippe, eine Volksschule und eine Musikschule. In der Veranstaltungshalle werden auch Volkshochschulkurse angeboten.

## Politik

### Gemeinderat
Der Gemeinderat hat 25 Mitglieder.
- Nach den Gemeinderatswahlen in der Steiermark 2000 hatte der Gemeinderat folgende Verteilung: 11 SPÖ, 7 ÖVP, 2 FPÖ und 1 GRÜNE.
- Nach den Gemeinderatswahlen in der Steiermark 2005 hatte der Gemeinderat folgende Verteilung: 11 SPÖ, 7 ÖVP, 2 GRÜNE und 1 FPÖ.[19]
- Nach den Gemeinderatswahlen in der Steiermark 2010 hatte der Gemeinderat folgende Verteilung: 11 SPÖ, 7 ÖVP, 1 GRÜNE, 1 Lieboch Neu und 1 FPÖ.[20]
- Nach den Gemeinderatswahlen in der Steiermark 2015 hatte der Gemeinderat folgende Verteilung: 10 SPÖ, 6 ÖVP, 4 FPÖ und 1 GRÜNE.[21]
- Nach den Gemeinderatswahlen in der Steiermark 2020 hat der Gemeinderat folgende Verteilung: 16 ÖVP, 5 SPÖ, 3 GRÜNE und 1 FPÖ.[22]
- Nach den Gemeinderatswahlen in der Steiermark 2025 hat der Gemeinderat folgende Verteilung: 12 ÖVP, 6 SPÖ, 4 FPÖ, 2 GRÜNE und 1 NEOS.[23]

### Bürgermeister
- 1995 bis 2011 Alois Pignitter (SPÖ)[24]
- 2011–2015 Rudolf Aichbauer (SPÖ)[25]
- seit 21. April 2015 Stefan Helmreich (ÖVP)

### Wappen
Die Verleihung des Gemeindewappens erfolgte mit Wirkung vom 1. Oktober 1978.
Das Wappen von Lieboch, das anlässlich der Erhebung zur Marktgemeinde 1979 entworfen wurde, zeigt in der Mitte einen goldenen Flusskrebs (wie sie früher zum Verzehr aus der Kainach gefischt wurden) auf rotem Grund, der in seinen Zangen ein Kreuz trägt. Links unten ist ein Mühlrad zu sehen (rot auf Gold, steht für den Ortsteil Mühlau), rechts unten ein Spaten (ebenfalls rot auf Gold, steht für den Ortsteil Spatenhof).

### Gemeindepartnerschaften
- Ilok (Kroatien)

## Persönlichkeiten

### Ehrenbürger
- Benno Siegfried Artner († 2020), Arzt[27]

### Söhne und Töchter der Marktgemeinde
- Matthias Konrad (* 1943), Politiker (SPÖ), ehemaliger Bürgermeister von Leoben (1994–2014)

## Sonstiges
Die Graz-Köflacher Eisenbahn hat im Jahr 1864 eine Tenderlokomotive der Serie EWA IIId nach Lieboch benannt.

## Historische Landkarten

Das Gebiet von Lieboch in Landesaufnahmen in der Zeit von ca. 1789 bis 1910
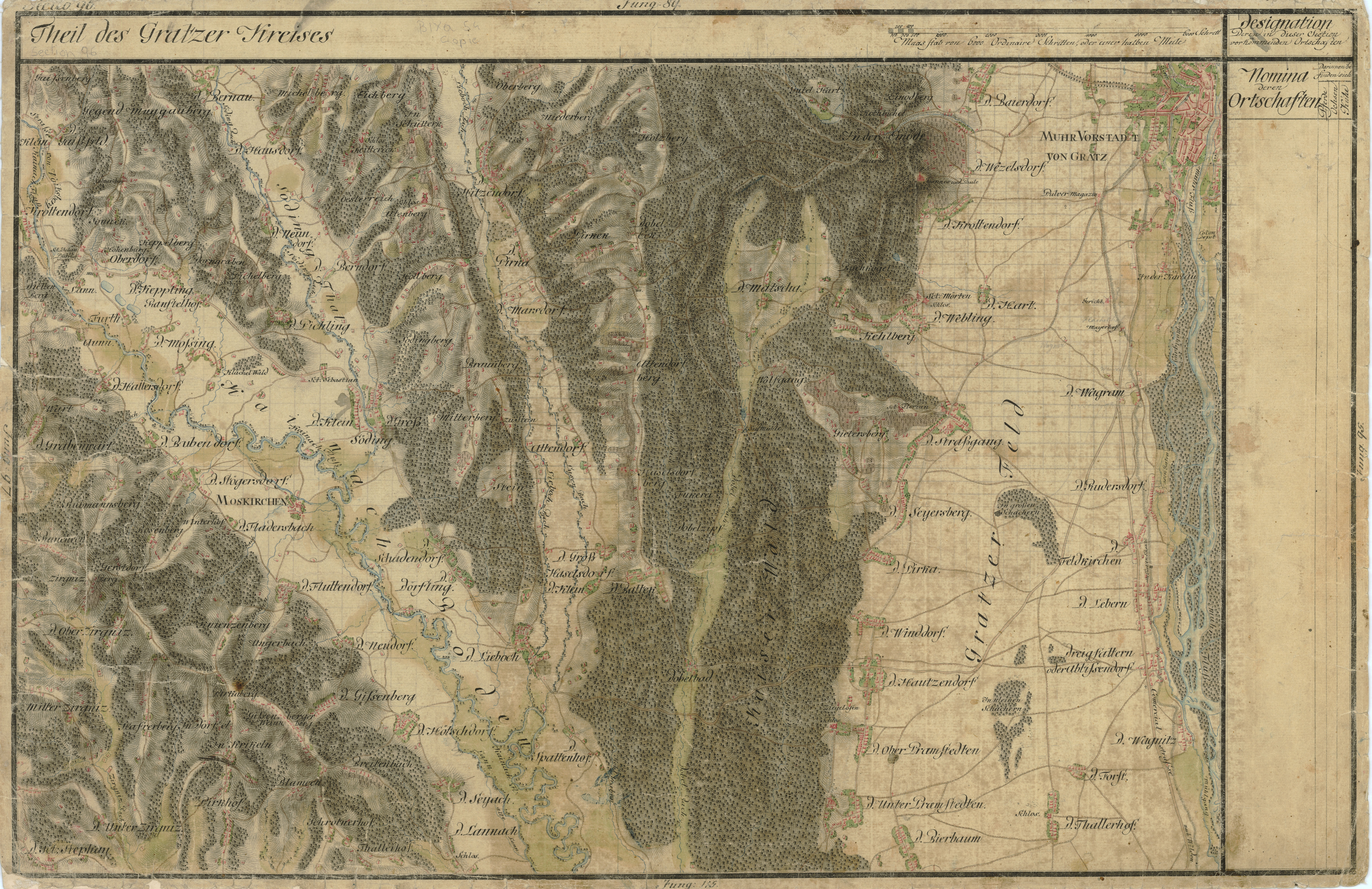
Lieboch in der Josephinischen Landesaufnahme um 1790
Lieboch (links unten) um 1872
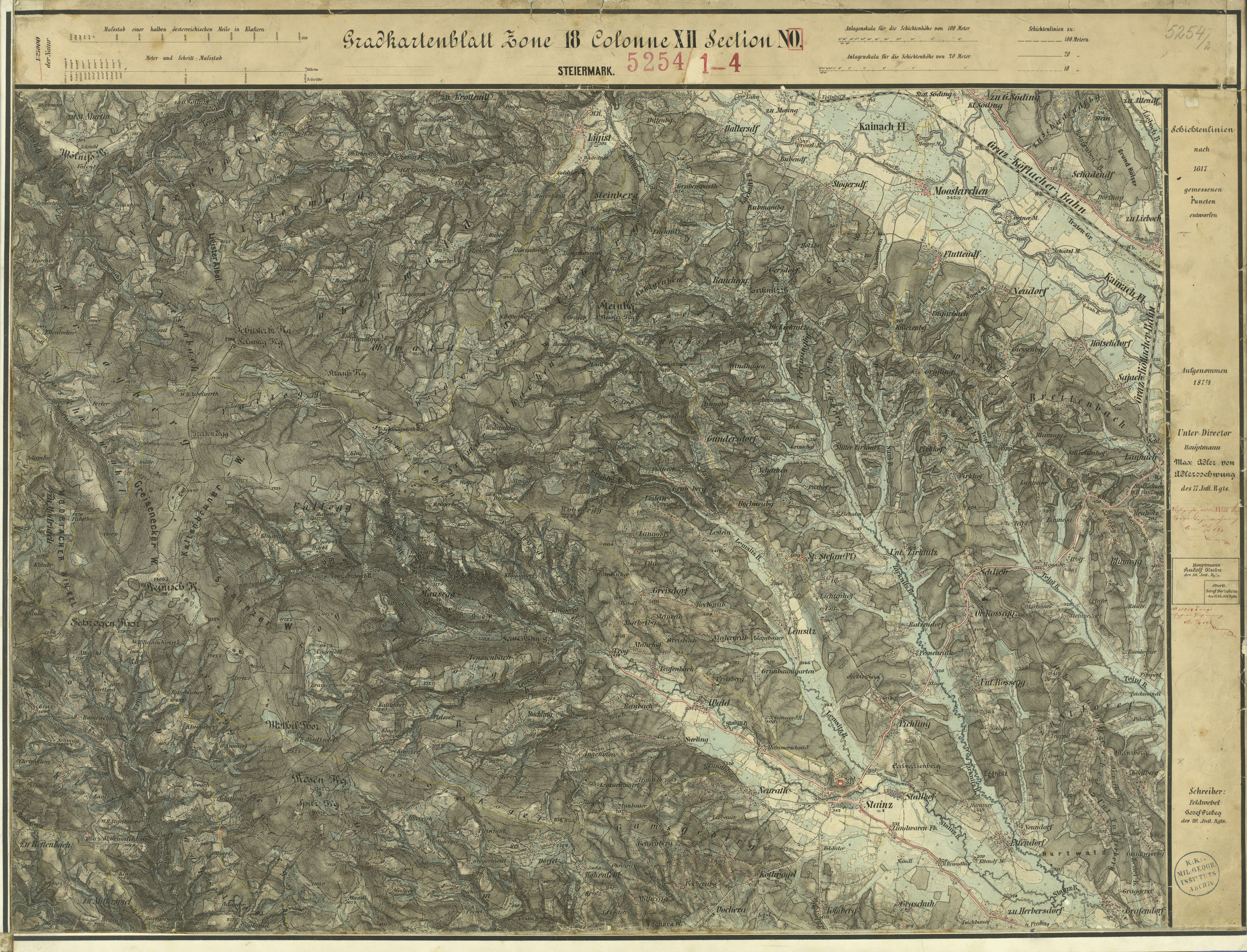
Der Westen von Lieboch um 1878, Aufnahmeblatt der Landesaufnahme
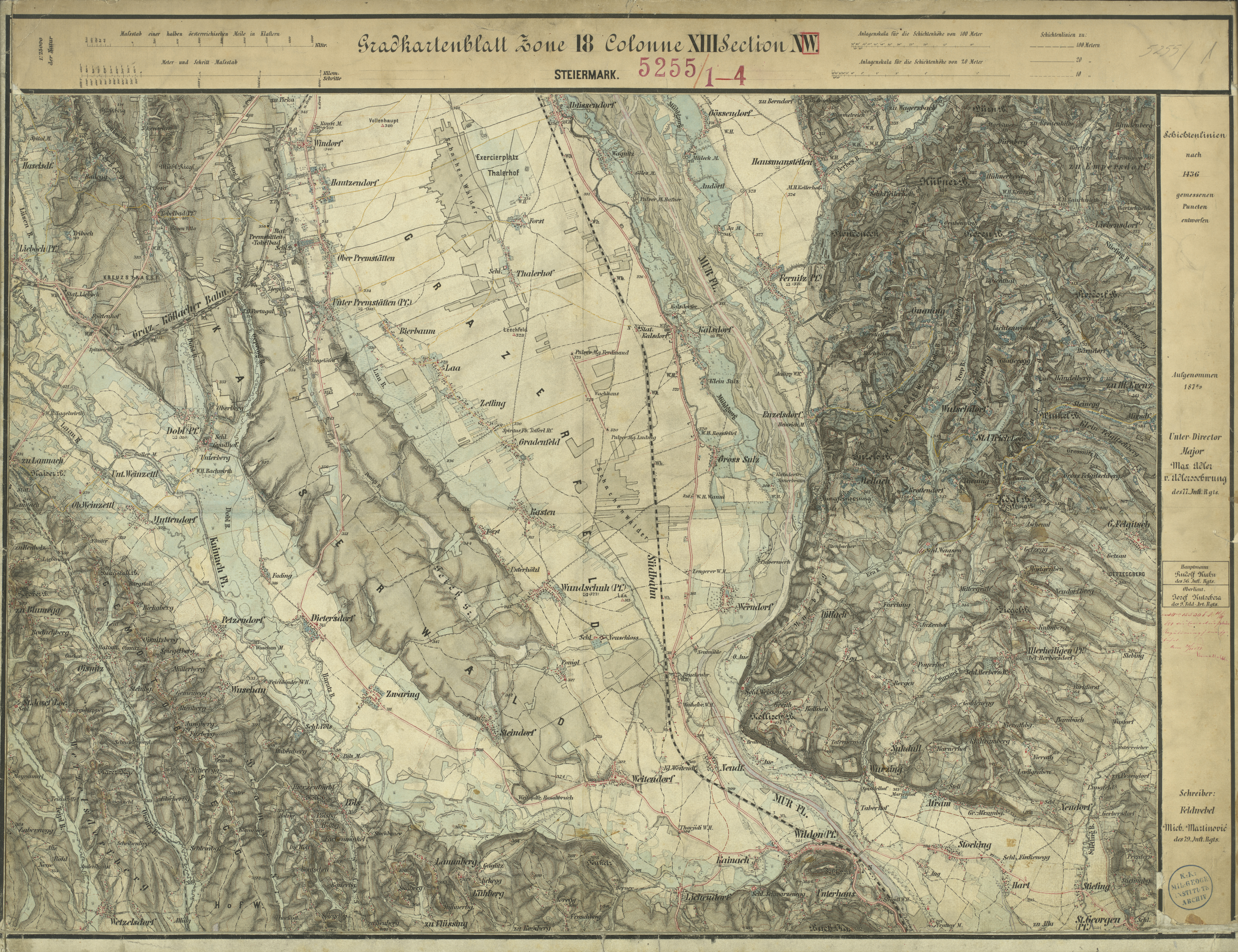
Das Kainachtal östlich von Lieboch, um 1878
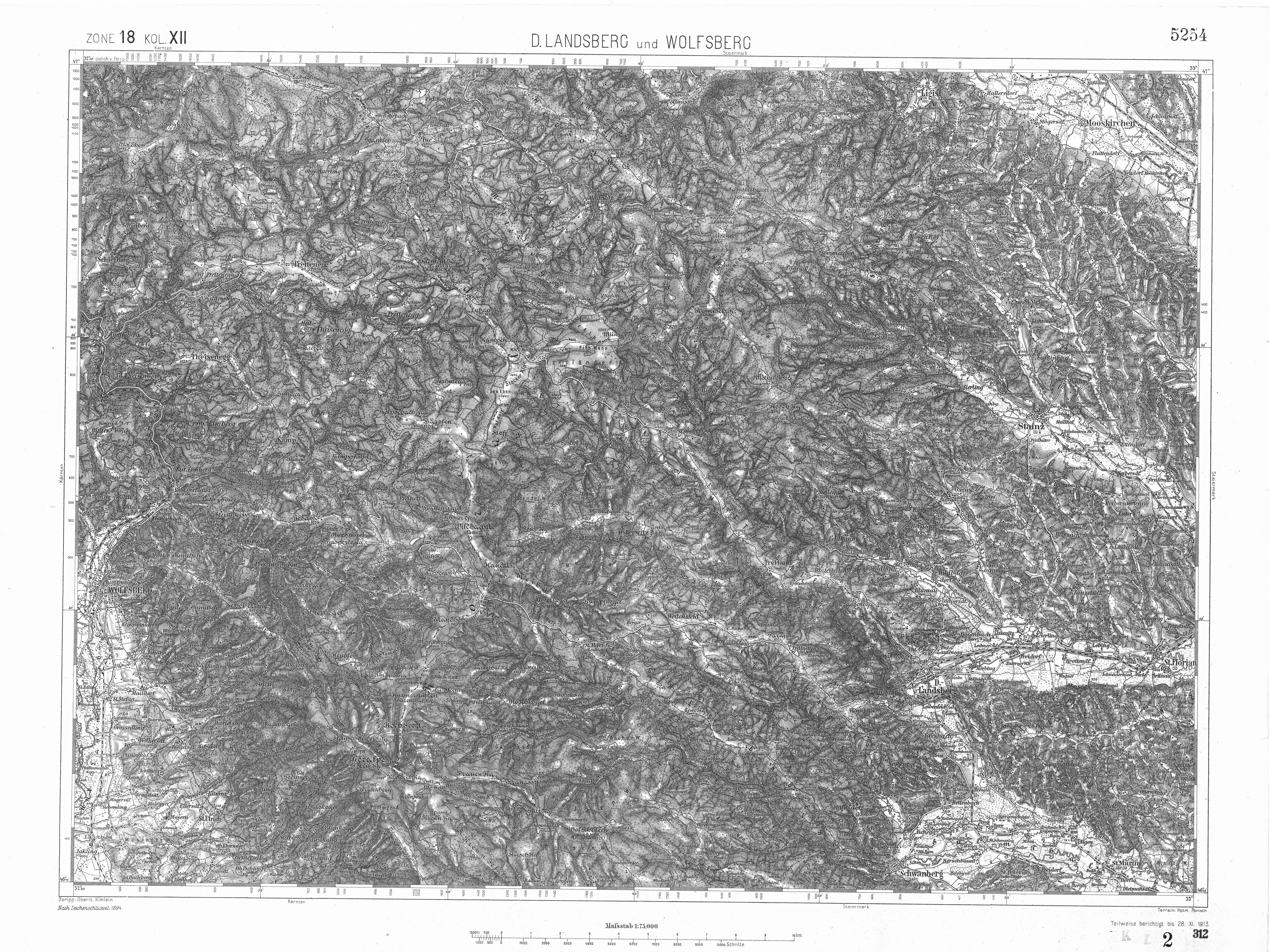
Der Westen von Lieboch (rechts oben) in der franzisco-josephinischen Landesaufnahme, ca. 1910
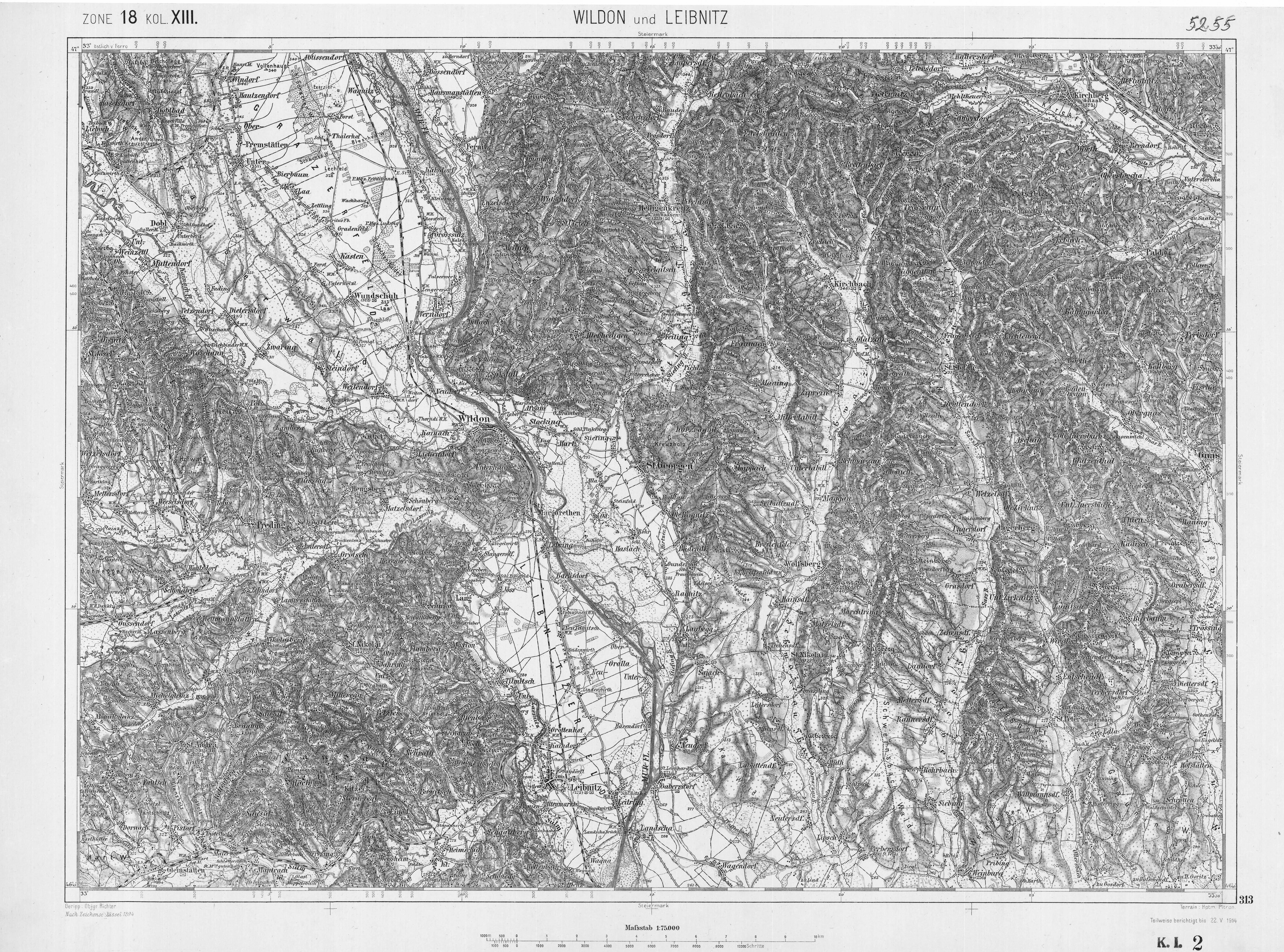
Osten von Lieboch (links oben)